# Maarten Van Der Linden
Maarten Van Der Linden est un rameur d'aviron néerlandais né le 9 mars 1969 à Voorburg.

## Biographie
Maarten Van Der Linden participe aux Jeux olympiques d'été de 1996 à Atlanta à l'épreuve de deux de couple poids légers et remporte la médaille d'argent en compagnie de Pepijn Aardewijn.